# Гавеляне

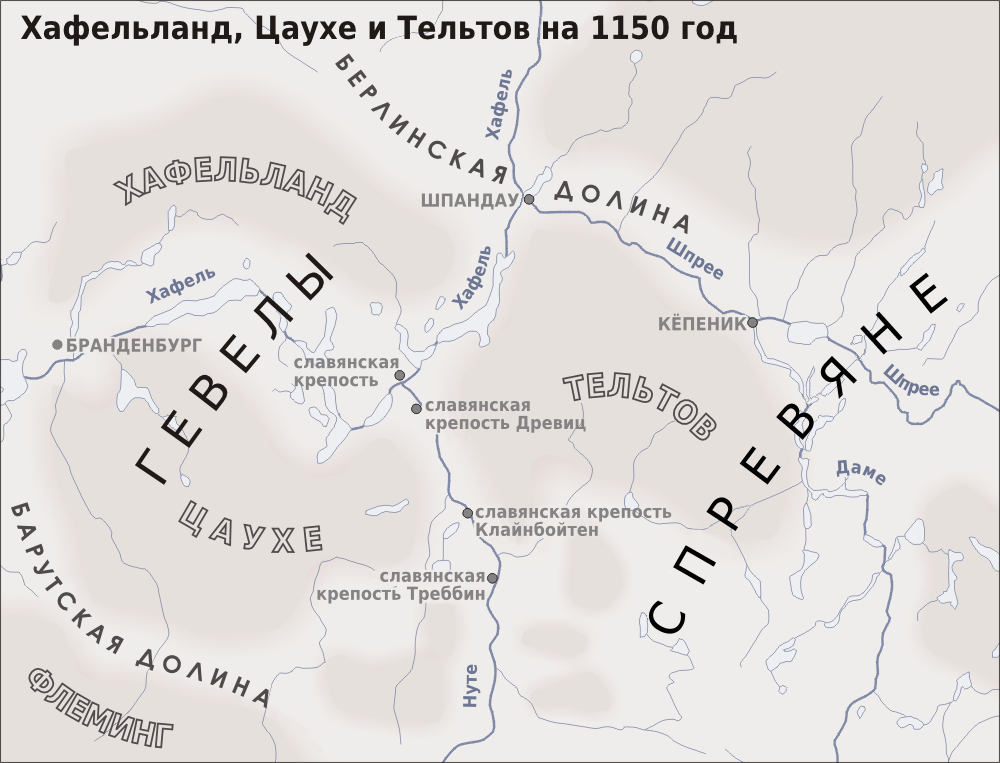
Карта расселения гавелян и спревян около 1150 года

Гаволя́не, стодоря́не — западнославянское племя, населявшее Гевеллию (Hevellia) — среднее течение реки Гаволы (Хафель). Относились к полабским славянам.

## Описание
Впервые племя упоминается в «Баварском географе», уверенно датируемом IX веком, а именно периодом с 817 по 840 год. Под именем Hæfeldan это племя упоминается в географическом дополнении к англосаксонскому переводу трудов Павла Орозия, относящемуся к 890 году. О живущих в земле Бранденбург Hevellun сообщает хроника Slavorum.

## История гавелян

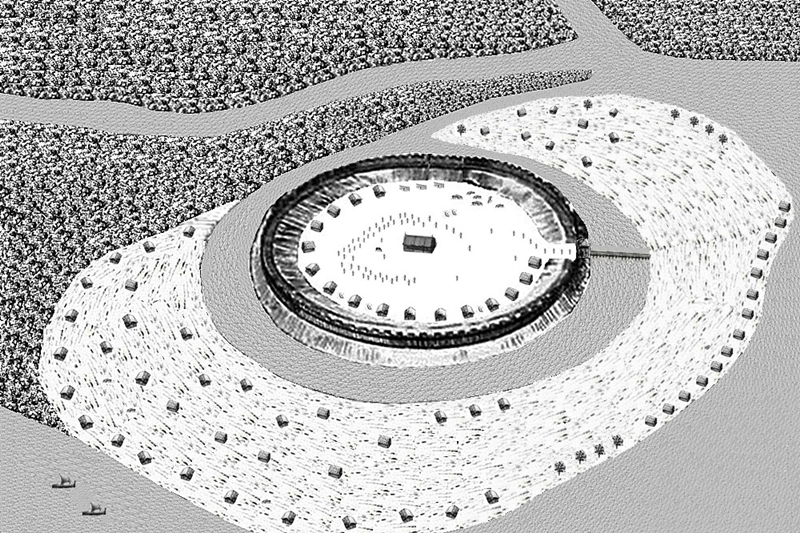
Реконструкция крепости Бранденбург около 1100 года

Ареал гавелян простирался вдоль берегов Хафеля: от современного Шпандау до земель, находящихся за Ратеновом. Главной крепостью и резиденцией гавелянского князя с начала IX века был Бранибор (Бранденбург). Стодорянская княгиня Драгомира в 907 году вышла замуж за чешского князя Вратислава I, впоследствии став матерью Вацлава Святого и Болеслава I Грозного.
Принявший христианство стодорянский князь Тугомир подчинил в 940 году земли своего племени Священной Римской империи. Вскоре в Гевеллии было основано Бранденбургское епископство. В результате Славянского восстания 983 года гавеляне вновь освободились от немецкого владычества, изгнав епископов. Прежнее язычество было восстановлено.
Экономику гавелян, по сравнению с другими полабскими племенами, характеризовало в меньшей степени земледелие и в большей степени охота. Обращает на себя внимание большое количество серебряных кладов, датируемых XI веком. Их владельцы, по-видимому, относились к элите всадников, владевшей землями и принимавшей участие в трансрегиональной торговле. Они жили или в неукреплённых поселениях, или же в крепостях, таких как Ратенов, Потсдам или Шпандау.
Последним князем гавелян был Прибыслав-Генрих, который, вероятно, был христианином. Его предшественник по имени Майнфрид был убит восставшими язычниками. Прибыслав-Генрих какое-то время именовался королём и чеканил собственные монеты. Позже он подарил южные части своих владений крёстному сыну Альбрехту Медведю. Его правовой статус по отношению к Священной Римской империи остаётся невыясненным. Своим наследником он назначил правителя Северной марки Альбрехта Медведя, после чего государство Гевеллия в 1150 году исчезло с политической карты. Его земли вошли в состав маркграфства Бранденбург (1157).